# Rensenware
Rensenware (蓮船ウェアー (),  련선웨어 ; stylisé rensenWare) est un logiciel malveillant de type ransomware qui infecte les ordinateurs Windows,. Ce ransomware a été créé en tant que blague par le programmeur sud-coréen Kangjun Heo (허강준) sous le pseudonyme 0x00000FF.
Rensenware n’est pas un ransomware traditionnel car il ne demande pas à l’utilisateur de payer le créateur du virus pour décrypter ses fichiers mais d’atteindre 200 millions de points dans la difficulté « lunatique » du jeu vidéo danmaku Touhou Seirensen ~ Undefined Fantastic Object.
Le programmeur du Rensenware s’est lui-même accidentellement infecté et s’est rendu compte qu’il n’était pas capable d’atteindre le score nécessaire. Il met rapidement en ligne sur GitHub un logiciel permettant de neutraliser le virus ainsi que des excuses,,.
Le créateur a également publié une partie du code source ne comprenant pas la partie malicieuse qui cryptait les fichiers.